# Piotr Karski
Piotr Karski (ur. 1987 w Warszawie) – polski grafik, projektant, twórca książek dla dzieci. 

## Życiorys
Absolwent II Liceum Ogólnokształcącego im. Stefana Batorego w Warszawie (matura 2006). W 2012 ukończył Wydział Grafiki Akademii Sztuk Pięknych w Warszawie w Pracowni Projektowania Książki Macieja Buszewicza i w Pracowni Grafiki Wydawniczej Lecha Majewskiego. Współpracuje z Wydawnictwem Dwie Siostry. Tworzy również plakaty, murale, rzeźby, zabawki z drewna, prowadzi warsztaty kreatywnej sztuki dla dzieci w Polsce i za granicą. 

## Publikacje
- Marta Dzienkiewicz, Joanna Rzezak, Piotr Karski Pionierzy czyli poczet niewiarygodnie pracowitych Polaków, Wydawnictwo Dwie Siostry, Warszawa 2013 ISBN 978-83-63696-05-4
- W góry!, Wydawnictwo Dwie Siostry, Warszawa 2016 ISBN 978-83-64347-69-6
- W morze!, Wydawnictwo Dwie Siostry, Warszawa 2017 ISBN 978-83-65341-31-0
- Złapię cię! Tutu i pojazdy, Wydawnictwo Dwie Siostry, Warszawa 2022 ISBN 978-83-8150-302-0
- Kim jesteś? Tutu i zwierzęta, Wydawnictwo Dwie Siostry, Warszawa 2023 ISBN 978-83-8150-464-5

## Nagrody
- Nagroda główna w konkursie Najpiękniejsze Książki Roku 2017 zorganizowanym przez Polskie Towarzystwo Wydawców Książek (kategoria Książki dla dzieci i młodzieży) za książkę W morze![3]
- Nagroda Dapeng Nature Children's Book Award w kategorii Creativity przyznana chińskiemu wydaniu książki jako jednej z najlepszych książek popularnonaukowych dla dzieci roku 2022 za książkę W morze![3]
- Wyróżnienie w kategorii książek dla najmłodszych (TODDLERS) w konkursie Bologna Ragazzi Award 2024 za książkę Złapię cię! Tutu i pojazdy[4]